# Пельегрино, Максимилиано
Максимилиано Пельегрино (исп. Maximiliano Pellegrino; 26 января 1980, Леонес) — аргентинский футболист, центральный защитник. Является младшим братом Маурисио Пельегрино.

## Карьера
Максимилиано Пельегрино начал карьеру в 1999 году в клубе «Велес Сарсфилд», дебютировав 12 декабря в игре с «Институто». В своём первом сезоне в команде он провёл 11 игр. После чего Пельегрино 8 лет выступал за клуб, большую часть которых он играл в центре обороны «Велеса» с Фабрисио Фуэнтесом. В 2005 году он выиграл с командой Клаусуру чемпионата Аргентины. Всего за «Велес» Максимилиано провёл 184 матча и забил 11 голов, из которых 156 в чемпионате и 9 голов.
31 августа 2007 года Пельегрино перешёл в итальянский клуб «Аталанта», заплатившей за переход футболиста 1,3 млн евро. При этом, зимой 2007 года на игрока претендовала «Бенфика», искавшая замену Рикарду Роше, но клубы не договорились о цене на трансфер футболиста. В составе «Аталанты» Пельегрино провёл в первом сезоне 26 игр. Однако в последующие два года он выпал из состава, сыграв лишь в 18 матчах. В сезоне 2009/2010 Максимилиано умудрился успеть получить в 6 проведённых играх красную карточку В ноябре 2009 года аргентинец заболел свиным гриппом.
24 июня 2010 года Пельегрино был арендован «Чезеной», как часть сделки по покупке «Аталантой» прав на Эсекьеля Скелотто. 28 августа он дебютировал в составе команды в игре с «Ромой», которая завершилась вничью 0:0.

## Достижения
- Чемпион Аргентины: 2005 (Клаусура)